# أنبوب مغناطيسي إلكتروني

المغناترون

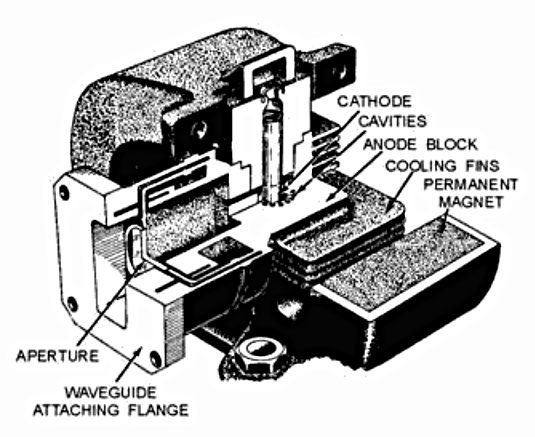
مقطع توضيحي في ماغنترون من عام 1984 ، وترى إلى اليمين االكاثود وفراغات الأنود ويحيطها مغناطيس (رمادي اللون) في شكل حدوة الحصان (مقطوع من اليمين للتوضيح)

الصمام المغناطيسي الإلكتروني أو المغناترون أو المغنطرون هو صمام ينتج موجات صغرية، منه ما هو ذو قدرة عالية تصل إلى حيز ميجا واط. مردود هذا النوع من الصمامات جيد، وهو اجود من مردود الأنواع الأخرى من الصمامات التي تولد اشاراة كهربائية ذات تردد عالي جدا.
يتصف عمل الماغنترون بالتفاعل المتبادل بين المجال الكهربائي والمجال المغاناطيسي لتوليد اهتزاز عالي جدا، وبالتالي ينتج موجات صغرية.
يتم هذا التفاعل حول المهبط وبما ان المصعد مكون من عدد من الفجوات الرنانة يصبح المردود في إنتاج الأشعة الصغرية مرتفع.

## تاريخه
اخترع الرادار خلال الحرب العالمية الثانية. وكان الاحتياج كبيرا لابتكار مولد للموجات الصغرية ذو قدرة عالية، بحيث يعمل على إنتاج موجات كهرومغناطيسية طولها نحو 10 سنتيمتر (تردد 3 جيجا هرتز)، وليس 150 سنتيمتر (تردد 200 ميجا هرتز) وهذا ما كان موجودا في ذلك الوقت وتنتجه صمامات ثلاثية. وعرف في ذلك الوقت أن مخترعا ألمانيا «هانز هولمان» قام في عام 1935 بتسجيل اختراع في برلين عن ماغنيتون رنيني ذو فراغات متعددة في المصعد.
 ولكن الجيش الألماني لم يرى في الجهاز الذي اخترعه هوفمان
نفعا بالنسبة لاستخدامه في رادارهم، واعتمد الجيش الألماني على جهاز كليسترون في رادارهم.

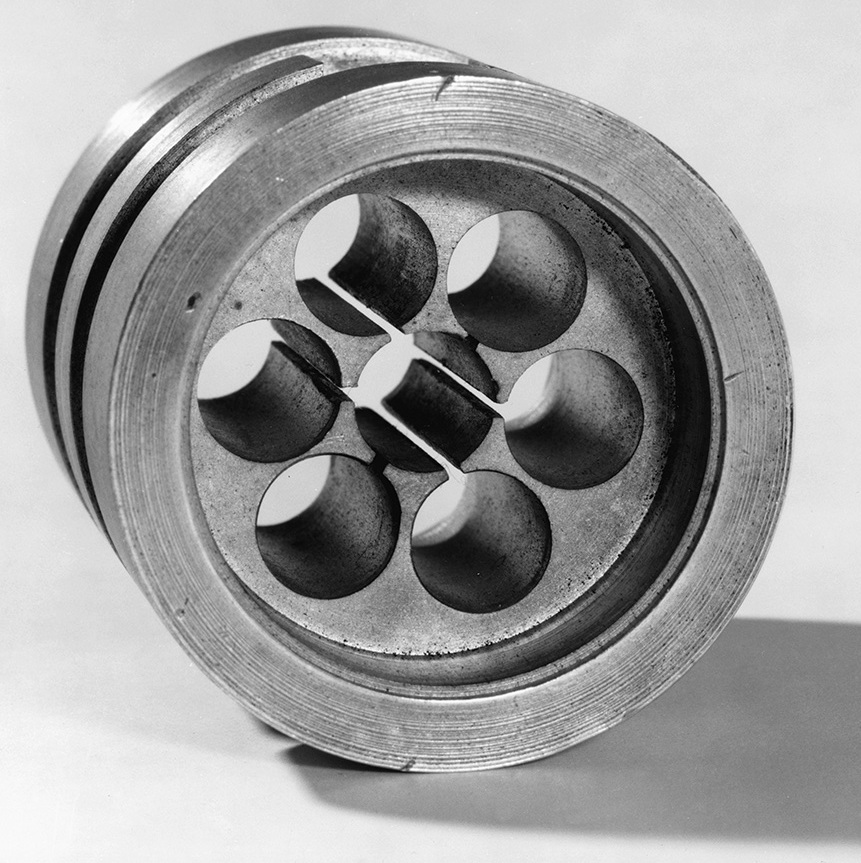
المصعد ذو فجوات الذي اخترعه «جون راندال» البريطاني للماغنترون.

ولكن الرادار في ذلك الوقت لم يكن في استطاعته إنتاج قدرة عالية، الشيء الذي هو في استطاعة الماغنترون. ولهذا لم يقدر الطيران الألماني ضرب إنجلترا ليلا بسبب الرادار الإنجليزي الذي يعمل بالماغنترون، فقد كانت إنجلترا ترسل المقاتلات لاصطياد القاذفات الألمانية قبل وصولهم للأراضي البريطانية.

في عام 1940 قام الفيزيائي «جون راندال» من جامعة برمنجهام في المملكة المتحدة مع «هاري بووت»، قاما بإنتاج ماغنترون هوفمان ذو الفجوات، مع تزويده بمبرد سائل لأنه كان يسخن بسرعة. وبذلك استطاعا إنتاج ماغنترون يعمل بقدرة عالية تصل إلى نحو 100 ضعف عن ذي قبل.
ننا استطاعا في عام 1941 في التغلب على مسألة عدم استقرار تردد الماغنترون عن طريق تعديلات في الفجوات (يمكن قراءة المراحل الأولى لاختراع الماغنترون في المرجع: ()

## أنواعه
1. الماجنترون الخطي (بالإنجليزية: Linear Magnetron)‏: وفيه المجالين المغناطيسي والكهربي متعامدين
2. الماجنترون الإسطواني (بالإنجليزية: Cylindrical Magnetron)‏: وفية يكون الآنود والكاثود (المصعد والمهبط) إسطوانيي الشكل، متحدي المحور، والكاثود بالداخل (أي الإسطوانة الأقل قطر). وبذلك يكون المجال الكهربي مجالا قطريا والمجال المغناطيسي على امتداد محور الإسطوانة.

## فكرة العمل
1. عند تطبيق المجال الكهربي فقط تتحرك الإلكترونات من الكاثود إلى الآنود
2. عند تطبيق مجال مغناطيسي ضعيف ينحرف الإلكترون تحت تأثير القوى المغناطيسية، ويمكن حساب نصف قطر دائرة انحراف الإلكترون من المعادلة المعروفة سابقا
3. نصف قطر دائرة انحراف الإلكترون R = mv/eB ؛ حيث: m كتلة الإلكترون، و v سرعته، وe شحنة الإلكترون، و B شدة المجال المغناطيسي.
4. ونلاحظ من المعادلة أنه مع زيادة المجال المغناطيسي تسير الإلكترونات في دائرة ولكن نصف قطر هذه الدائرة يتناقص كلما زادت شدة المجال المغناطيسي. ولذلك هناك قيمة معينة لشدة المجال المغناطيسي تلزم لحدوث مسار دائري للإلكترونات بحيث تلمس بالكاد سطح الآنود ويطلق عليها شدة المجال المغناطيسي الحرجة. وهي القيمة القاطعة لتيار الآنود.

## شرح نظرية العمل

تسير الإلكترونات في دوائر تحت تـاثير المجال المغناطيسي

تعتمد فكرة عمل الماجنترون بصفة أساسية على تبادل الطاقة بين سيل الإلكترونات المتحركة في وجود مجال كهربائي ومجال مغناطيسي متعامدين وبين موجة كهرومغناطيسية محددة التردد الأمر الذي يرفع طاقة تلك الموجة إلى المستوى المطلوب (اُنظرالشكل). الإلكترونات تنطلق من سطح الكاثود K إلى سطح الأنود A تحت تأثير مجال كهربائي اتجاهه من K إلى A في نفس الوقت يقع الإلكترون أثناء حركته تحت تأثير المجال مغناطيسي لمغناطيس في شكل حدوة الحصان يحيط بالكاثود والأنود (المجال المغناطيسي عمودي على مستوى الرسم واتجاهه إلى داخل الرسم). الإلكترونات تتعرض لقوة تجعلها تتخذ مساراً منحنياً طبقاً للعلاقة بين شدة المجال الكهربائي والمغناطيسي، فبعضها تتبدد معظم طاقته عند الاصطدام بالسطح K وبعضها يرتطم بالسطح A ومعظم طاقته تتحول إلى طاقة حرارية ترفع درجة حرارة السطح A (تأثير غير مرغوب ويحتاج تبريد). وبعضها الأخر يتحرك في مسار متوسط ويقترب أقرب ما يكون مماس للسطح A ويعطي كل طاقته إلى المجال المغناطيسي. نقل طاقة الإلكترون إلى المجال المغناطيسي الواقع بين السطحين K، A يؤدي إلى تكبير الموجة الكهرومغناطيسية بنفس مقدار طاقة الإلكترونات المتحركة بين السطحين.

## تكوينه

رسم توضيحي للماغنترون ، مسار الإلكترون حلزوني (أخضر) بين الكاثود والأنود. المجال المغناطيسي عمودي على الرسم.

يتكون الماجنترون من مهبط (بالإنجليزية: Cathode)‏ الذي هو عبارة عن أنبوبة مركزية من مادة التنجستين، ومصعد (بالإنجليزية: Anode)‏ عبارة عن اسطوانة متحدة المركز مع المهبط، وبها فجوات. حجم وعدد الفجوات حول محيط المصعد يحدد تردد الذبذبات الناتجة والتحكم في قيم المجال المغناطيسي والكهربائي. يلاحظ أن الإلكترون يتخذ مساراً منحنياً أثناء تحركه من المهبط إلى المصعد وعند مواجهته لكل فجوة من الفجوات يفقد جزء من طاقته لصالح المجال المتذبذب ثم تعمل المجالات الموجودة بين المهبط والمصعد على استعادة الإلكترون لمساره المنحني مرة أخرى، وهكذا كلما واجه فجوة فقد جزءاً من طاقته لصالح المجال المتذبذب إلى أن يصل ماسّاً لسطح المصعد بعد أن يكون أعطى كل طاقته للمجال وبذلك ينتج الماجنترون ذبذبات في حيز الموجات المتناهية القصر تصل قدرتها إلى مئات من الكيلوات.
كما يمكن تغيير تردد بعض الماجنترونات أي توليفها في حدود معينة بما يناسب عمل جهاز الرادار وذلك بعدة طرق منها تغيير شكل أحد الفجوات.